# Felding (Gemeinde Bad Hofgastein)
Felding ist ein Dorf in der Marktgemeinde Bad Hofgastein im österreichischen Bundesland Salzburg.

## Geografie

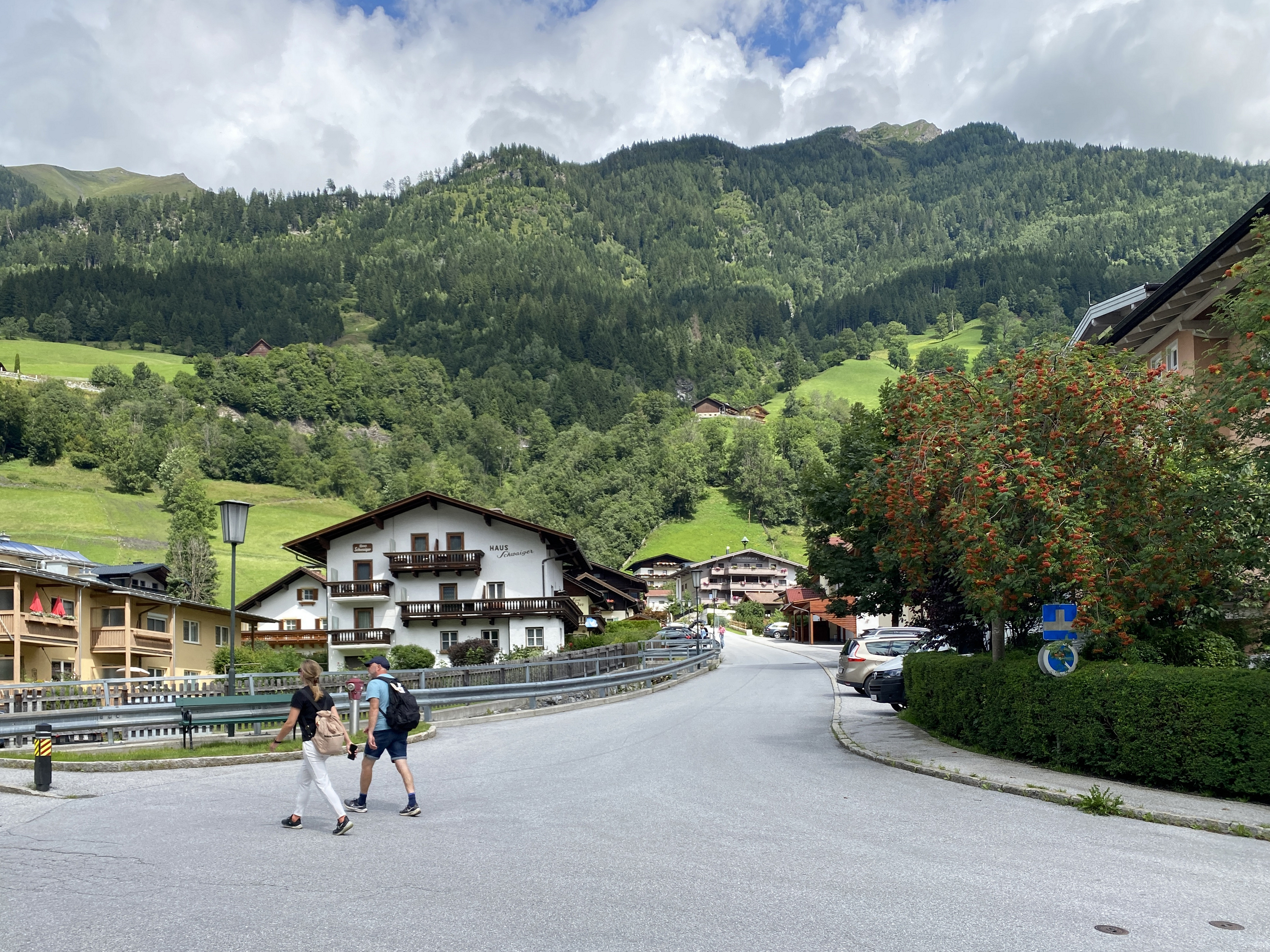
Feldingweg im Zentrum von Felding

Das Dorf Felding gehört zur Ortschaft und Katastralgemeinde Heißingfelding. Durch das Dorf fließt der Feldinggraben, der über den Heißing-Kanal in die Gasteiner Ache entwässert. Bei einer Erhebung der Vogelarten des Gasteinertals in den 1980er Jahren wurden bei Felding der Berglaubsänger (Phylloscopus bonelli) als wahrscheinlicher und der Wendehals (Jynx torquilla) als möglicher Brutvogel beobachtet.

## Geschichte
Bad Hofgastein und Bad Gastein waren lange Zeit nur über eine Straße, den alten Weg, verbunden. Diese führte durch Heißing, Gadaunern und Badbruck. Zu Zwecken des Erzabbaus wurde im Jahr 1554 die Fürstenstraße eröffnet, die durch Felding und Dietersdorf verlief und bereits zwischen diesen beiden Siedlungen die Gasteiner Ache querte.
Als Felding-Pass sind mehrere der zahlreichen Krampus-Gruppen („Passen“) des Gasteinertals dokumentiert. Eine Gruppe war in den 1980er Jahren aktiv, eine weitere wurde 2009 neu gegründet. Außerdem gab es eine Kindergruppe („Kinderpass“) namens Felding-Pass.

## Kultur und Sehenswürdigkeiten
Der Hof Felding (Heißingfelding Nr. 1) ist ein bemerkenswerter Haufenhof mit Kasten. Ein Nebengebäude des Hofes Felding wurde 1951 durch eine Schneelawine schwer beschädigt.

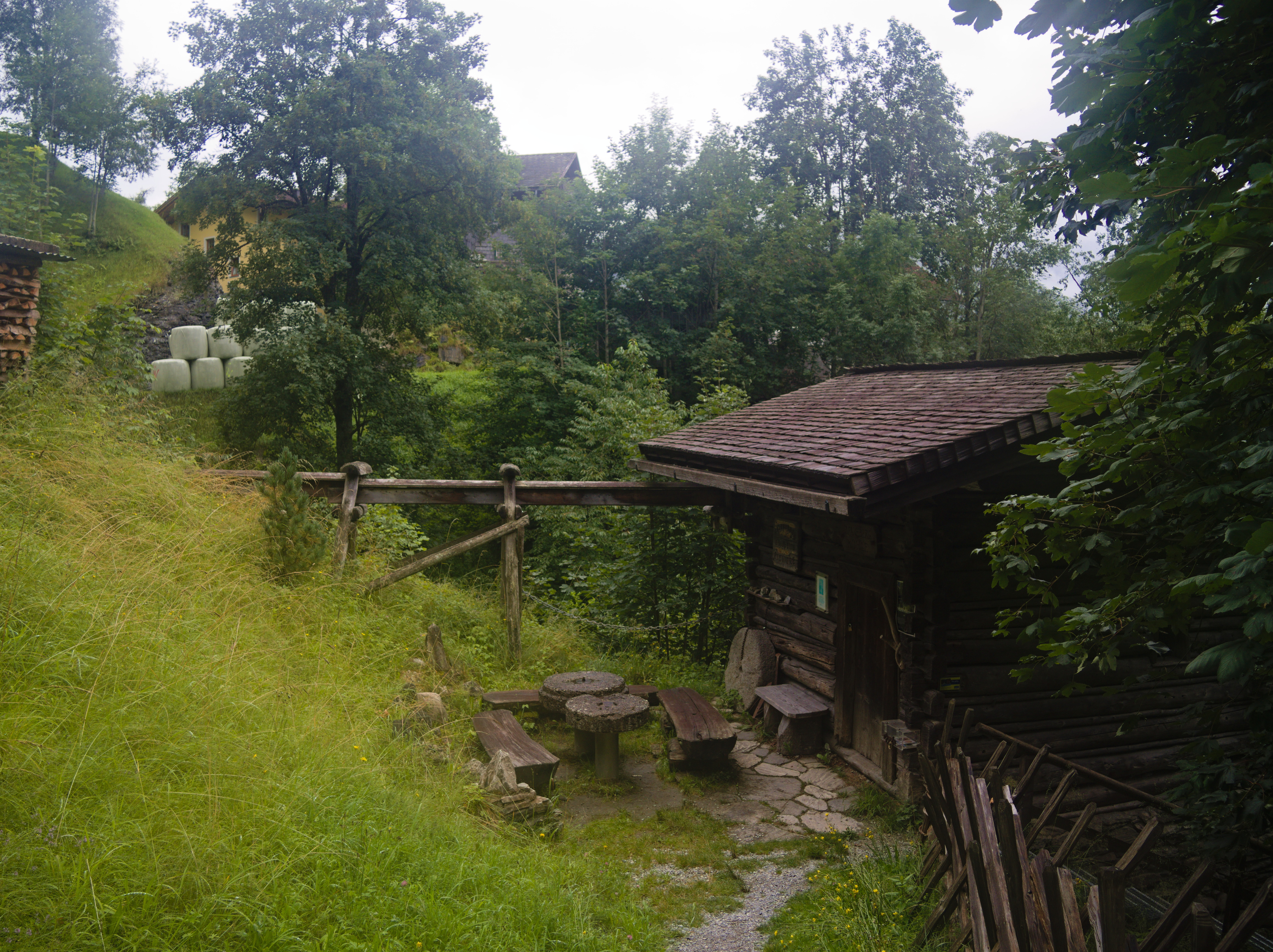
Rauchbergmühle oberhalb von Felding

Am Feldinggraben oberhalb des Dorfes befindet sich ein Ensemble aus zwei historischen Mühlen. Die Bockbergsmühle ist eine Flottermühle. Sie wurde zunächst 1941 aufgelassen und später restauriert. Bei der Rauchbergmühle handelt es sich um eine oberschlächtige Radmühle, die 1728 erstmals urkundlich erwähnt wurde und bis 1965 im regulären Betrieb war. Daneben wurde ein vom Rauchberggut stammender Backofen aus dem 18. Jahrhundert neu aufgebaut.

## Infrastruktur
Das Dorf ist über die Bushaltestelle Bad Hofgastein Feldingweg an den öffentlichen Verkehr angeschlossen. Oberhalb von Felding wird der Feldinggraben vom Gasteiner Höhenweg gequert, einem 1934 errichteten Wanderweg, der die Ortszentren von Bad Hofgastein und Bad Gastein über die Gadaunerer Schlucht verbindet.